# 138 aC
El 138 aC  va ser un any del calendari romà prejulià. Durant la República i l'Imperi Romà es coneixia com l'Any del Consolat d'Escipió Nasica i Juni Brutus o també any 616 Ab urbe condita o de la fundació de la ciutat). L'ús del nom «138 aC» per referir-se a aquest any es remunta a l'alta edat mitjana, quan el sistema Anno Domini va ser el mètode de numeració dels anys més comú a Europa.

## Esdeveniments

### Imperi Xinès
- Zhang Qian comença les seves expedicions a Àsia central amb l'objectiu estratègic d'aconseguir aliances militars amb els caps de les tribus enemigues dels xiongnu per fer un front comú per aturar el seu poder i agressivitat. L'envia l'Emperador Wu de Han.[2]

### Imperi Selèucida
- Cleòpatra Tea, la dona de Demetri II, que exerceix la regència de les regions que es mantenen lleials al seu marit, en saber que Demetri II s'havia casat amb una princesa dels parts, es casa amb Antíoc VII i així aconsegueix que el reconeguin com a rei i obté el suport de l'exèrcit.[3]

### República Romana
- Aquest any són elegits cònsols Publi Corneli Escipió Nasica Serapió i Dècim Juni Brutus Gal·laic.
- Juni Brutus s'oposa als tribuns de la plebs i rebutja portar al Senat una proposta per comprar gra pel poble i, quan els tribuns demanen poder per eximir deu persones dels deures militars, ell i el seu col·lega els refusen aquest privilegi. Per això,són acusats i portats a presó pel tribú de la plebs Gai Curiaci.[4][5]

### Hispània
- Marc Popil·li Lenat, cònsol l'any anterior (139 aC) marxa a la Hispània Citerior com a procònsol. El seu predecessor, Quint Pompeu Aulus, que havia signat un tractat desfavorable amb els numantins durant la Guerra de Numància no acceptat pel senat, exigeix la rendició de la ciutat i els habitants de Numància s'hi neguen, exigint el compliment de l'acord signat. El Senat ordena a Popil·li Lenat que ataqui la ciutat, però és derrotat amb pèrdues considerables.[6]
- Aquest any, (o potser el següent 137 aC) el cònsol Dècim Juni Brutus funda la ciutat de Valentia, actual València, segons diu Titus Livi. L'any següent, Juni Brutus serà procònsol a Hispània, i podria haver fundat Valentia aquell any.[7]

## Naiximents i morts
| nom i llinatges   | activitat | origen    | lloc de la mort        | e. |
| ----------------- | --------- | --------- | ---------------------- | -- |
| Àtal II de Pèrgam | monarca   | pergamí   | Pèrgam                 | 82 |
| Diòdot Trifó      | monarca   | selèucida | Antioquia de l'Orontes |    |

| Nom i llinatges     | activitat | origen | m.    |
| ------------------- | --------- | ------ | ----- |
| Fedre (filòsof)     | epicuri   | atenés | 70 aC |
| Luci Corneli Sul·la | cònsol    | romà   | 78 aC |